# Aspidiotus sinensis
Aspidiotus sinensis är en insektsart som först beskrevs av Ferris 1952.  Aspidiotus sinensis ingår i släktet Aspidiotus och familjen pansarsköldlöss. Inga underarter finns listade i Catalogue of Life.